# Aleksander Korczewski
Aleksander Korczewski (Karczewski) herbu Świeńczyc – skarbnik kijowski w latach 1672–1674, poborca kijowski w 1655 roku.
W 1674 roku był elektorem Jana III Sobieskiego z województwa kijowskiego.